# ソウル蘆原警察署
ソウル蘆原警察署（ソウルノウォンけいさつしょ）は、ソウル地方警察庁所管の警察署である。

## 管轄区域
- 蘆原区

## 沿革
- 1990年10月5日 - 開所。中浪警察署、北部警察署の管轄区域を分割。
- 1991年11月1日 - 道峰警察署開所に伴い7派出所を移管。
- 2001年12月27日 - 蘆原警察署をソウル蘆原警察署に名称変更。
- 2006年3月1日 - 蘆原区内にあるソウル道峰警察署が管轄する1地区隊、5治安センターを編入。管轄を蘆原区全域に。

## 管轄地区隊
- 堂峴地区隊
- 月渓地区隊
- 花郎地区隊
- 蘆原駅地区隊

## 管轄派出所
- 仏岩派出所
- マドゥル派出所
- タンゴゲ派出所
- 新放鶴派出所
- 上渓1派出所